# Marta Cardona
Marta Cardona de Miguel (* 26. Mai 1995 in Saragossa) ist eine spanische Fußballspielerin. Zumeist wird sie als rechte Außenstürmerin eingesetzt.

## Karriere

### Verein
Marta Cardona begann ihre Laufbahn im Fußballsport im Alter von 15 Jahren bei Prainsa Saragossa, heute Saragossa CFF. Im Klub aus ihrer Geburtsstadt debütierte sie Ende der Saison 2011/12 in der ersten Mannschaft, die zu jeder Zeit in der Primera División vertreten war, und kam insgesamt auf zwei Einsätze in der höchsten spanischen Liga. In der folgenden Spielzeit brachte es Marta Cardona bereits auf 20 Einsätze in der Meisterschaft, kam jedoch zumeist von der Bank. Im Pokal 2012/13 erreichte Prainsa Saragossa überraschend das Endspiel, wo die Mannschaft jedoch mit 0:4 am FC Barcelona scheiterte. In den folgenden Jahren etablierte sich Marta Cardona als Stammspielerin auf der Außenbahn, ihr Klub landete zumeist in der unteren Hälfte der Tabelle. Die Saison 2016/17 beendete Saragossa CFF auf dem 15. und vorletzten Platz und stieg somit in die zweite Spielklasse ab, Cardona wechselte daraufhin innerhalb der Primera División zu UD Levante. In Valencia sollte sie jedoch nur eine Saison verweilen, im Sommer 2018 unterschrieb sie für Real Sociedad, wo Cardona ihren Durchbruch feierte. In ihrer ersten Spielzeit landete sie mit ihrem Klub zwar nur auf dem siebten Platz, im Pokal hingegen gelangte die Mannschaft nach Siegen gegen den FC Valencia, Rayo Vallecano und dem FC Sevilla bis ins Endspiel, wo sich die Baskinnen überraschend mit 2:1 gegen den regierenden spanischen Meister Atlético Madrid durchsetzen konnte. Für Real Sociedad war dies der erste Titelgewinn auf landesweiter Ebene. In der durch die COVID-19-Pandemie verkürzten Saison 2019/20 erreichte Real Sociedad den sechsten Platz in der Meisterschaft.
Im Sommer 2020 unterschrieb Marta Cardona für die neugegründete Frauensektion von Real Madrid. Bei den Königlichen zählte sie in der ersten Spielzeit zu den Leistungsträgerinnen der Mannschaft und brachte es in 33 Ligaspielen auf 14 Tore. Im Folgejahr fiel sie aufgrund von Verletzungen über weite Strecken der Saison aus und brachte es letztlich nur auf sieben Einsätze in der Meisterschaft und zwei in der Champions League. Ihr Vertrag wurde nicht verlängert und im Sommer 2022 wechselte Cardona zum Lokalrivalen Atlético Madrid.

### Nationalmannschaft
Marta Cardona gelangte erst spät ins Blickfeld der Nationalmannschaft, ihre starken Leistungen in den Reihen von Real Sociedad machten jedoch Cheftrainer Jorge Vilda auf die Außenstürmerin aufmerksam und so debütierte sie im Zuge der EM-Qualifikation am 4. Oktober 2019 gegen Aserbaidschan in der spanischen Landesauswahl.

## Erfolge
Verein
- Spanischer Pokal: 2018/19, 2022/23